# Bronisław Matuszewski
Bronisław Matuszewski (ur. 26 listopada 1893 w Przasnyszu, zm. 15 sierpnia 1925 tamże) – polski samorządowiec, burmistrz miasta Przasnysza.

## Życiorys
Syn rolników Józefa i Urszuli z Mystkowskich. Po ukończeniu szkoły 4-klasowej został pracownikiem magistratu w Przasnyszu. Pracował tam również po zajęciu miasta przez administrację niemiecką w latach 1915-1918 i po wyzwoleniu – już w polskim magistracie. Wyróżniał się umiejętnością zarządzania sprawami miasta, jak i znajomością wszelkich jego potrzeb. Od sierpnia 1920 po uprowadzeniu przez bolszewików Macieja Żmijewskiego, pełnił zastępczo funkcję burmistrza Przasnysza. 21 stycznia 1921 wybrany został formalnie na stanowisko burmistrza przez Radę Miejską. 
Matuszewski dokształcał się na kursach administracyjnych w Warszawie, nawiązał wiele kontaktów z fachowcami z różnych dziedzin, których starał się zainteresować odbudową miasta po zniszczeniach I wojny światowej. Wzniósł z funduszy miejskich teatr, remizę strażacką, uporządkował ogrody i skwery miejskie, wiele ulic, zasłużył się w dziele scalania gruntów i podniesienia poziomu gospodarstw rolnych. Przewodniczył społecznemu komitetowi wspierającemu budowę gimnazjum miejskiego. 10 maja 1924 podejmował w Przasnyszu prezydenta RP, Stanisława Wojciechowskiego, przybyłego na uroczystość poświęcenia gmachu szkoły. 
Zginął w katastrofie samolotu w czasie lotów propagandowych Ligi Obrony Powietrznej Państwa. Pochowany na cmentarzu parafialnym w Przasnyszu. Jego imię nosi ulica w Przasnyszu na Osiedlu Starzyńskiego.